# Augusto Alves dos Santos

Augusto Alves dos Santos

Augusto Joaquim Alves dos Santos (Cabração, Ponte de Lima, 14 de outubro de 1866 — Coimbra, 17 de janeiro de 1924) foi republicano, reformista e educador minhoto português.

## Biografia
Nasceu em Outubro de 1866, em Ponte de Lima, na Freguesia de Santa Maria da Cabração. Morre em Coimbra, em Janeiro de 1924. Filho de Manuel Joaquim Rodrigues dos Santos, daquela mesma freguesia e de sua mulher Ana Maria Alves Soares, da Freguesia da Ribeira.

Foi ordenado padre pelo Seminário de Braga em 1891 e depois capelão da Capela da Universidade de Coimbra. Obteve o grau de Doutor pela Faculdade de Teologia da Universidade de Coimbra no ano de 1900 (que passa a fazer para da Faculdade de Letras). Em 1899 terminou, em Coimbra, a Licenciatura em Teologia e, no ano seguinte, alcançou o grau de Doutor na mesma área de conhecimento. 

## Ação como Educador
Em 1901 começa a lecionar na Faculdade de Teologia e é durante o início do século XX que se distingue como orador eloquente em comemorações e elogios fúnebres. Em 1911 transitou para a Faculdade de Letras da Universidade de Coimbra onde começa a se interessar por psicologia experimental que foi na altura considerada parte da filosofia. A partir de 1915 foi professor na Escola Normal Superior de Coimbra, inspector do Ensino Primário (1901-1906) e membro do Conselho Superior de Instrução Pública.

Foi membro do movimento republicano para a implementação de pedagogia científica no ensino de professores e nas escolas. O Laboratório de Psicologia Experimental da Faculdade de Letras de Coimbra é fundado por ele em 1913 e do qual foi director até à sua morte.

## Ação Política
Foi republicano a par de uma intensa actividade profissional relacionada com a reforma escolar de 1911, desempenhou funções públicas e exerceu os cargos políticos seguintes:

- Chefe do Gabinete do Governo Provisório de 1911;
- Presidente da Câmara dos Deputados;
- Presidente da Câmara Municipal de Coimbra (1918-1921);
- Deputado do Parlamento (1919-1921); e,
- Ministro do Trabalho (1921-1922).

Foi Director da Biblioteca da Universidade de Coimbra, de 1916 a 1924. 
Desempenhou um papel de relevo na história do ensino em Portugal. Em 1904, foi distinguido com a Ordem de Santiago. 

## Obras
1. Educação Nova — As Bases, I — O Corpo da Criança, Lisboa, 1919;
2. Elementos de filosofia científica, Coimbra, 1915;
3. O ensino primário em Portugal nas suas relações com a história geral da nação, Porto, 1913;
4. Psicologia e pedologia: uma missão de estudo no estrangeiro, Coimbra, 1913; e
5. A nossa escola primária: O que tem sido, o que deve ser, Porto, 1905.

## Ligações Externas
1. Biblioteca Digital do Instituto Camões
2. Página da Universidade de Coimbra
3. RepositUM da Universidade do Minho